# Max von Pettenkofer
Max Joseph Pettenkofer (3 de dezembro de 1818 – Munique, 10 de fevereiro de 1901) foi um químico e sanitarista alemão.
Estudou farmácia e medicina em Munique, formando-se em 1843, e iniciou a carreira de professor de química dois anos após. Na área da química, dedicou-se a publicação de artigos sobre teoria e prática sendo as mais importantes a relação numérica entre a massa atômica de elementos químicos análogos, a formação do vidro aventurina, manufatura de gás iluminante a partir da madeira e a preservação de pinturas em óleo. Ele é conhecido pelo método de determinação quantitativa de ácido carbônico pela agitação da mistura gasosas com barita ou água de cal de concentração conhecida e mudança na alcalinidade identificada pelo ácido oxálico.
Morreu aos 82 anos em 1901, por decorrência de um trauma balístico.